# Ybytymí
Ybytymí é uma cidade do Paraguai, Departamento Paraguarí. Possui uma população de 7.333 habitantes. Sua economia é baseada na pecuária.

## Transporte
O município de Ybytymí é servido pelas seguintes rodovias:
- Caminho em pavimento ligando a cidade ao município de La Colmena
- Caminho em pavimento ligando a cidade de Villarrica (Departamento de Guairá) ao município de Paraguarí[1][2][3]